# ノースカロライナ植民地

ノースカロライナ植民地
Province of North Carolina (英語)

国の標語: Quae Sera Tamen Respexit（ラテン語）
たとえ遅くとも、ついには報われた国歌: God Save the King（英語）
国王陛下万歳

ノースカロライナ植民地の位置

ノースカロライナ植民地（ノースカロライナしょくみんち、英語: Province of North Carolina）は、1729年から1776年まで、北アメリカ現在のアメリカ合衆国ノースカロライナ州の領域に存在したイギリスの植民地である。当初は領主8人によって勅許されたカロライナ植民地の一部であった。
イングランド王チャールズ2世は、バージニア植民地より南でスペイン領フロリダより北の土地に1663年のカロライナ勅許を認めた。この植民地の北半分は南半分と著しく異なっていたために、また2つの地域の間の輸送や情報伝達が難しかったために、1691年から北半分に別の副知事が指名されて統治するようになった。この植民地の北と南への分割は1712年に完成し、北半分は「ノースカロライナ」と称したが、同じ植民地領主が両植民地を支配していることに変わりなかった。1719年に南半分のサウスカロライナで領主に対する反乱が起こり、1720年にサウスカロライナには総督を指名するようになったが、植民地領主はノースカロライナの知事を指名し続けた。
1729年、8人の植民地領主のうち7人から土地を買い上げる試みがイギリス政府によって10年間近く行われ、両カロライナは王室領植民地になった。最後の8分の1の取り分は（グランビル地区と呼ばれるノースカロライナの一部）、アメリカ独立宣言の1776年までカートレット家の者が保持していた。
植民地の地図で2つの重要なものが作られた。ひとつは1733年のエドワード・モズリーによるものであり、もうひとつは1770年のジョン・コレットによるものであった。ノースカロライナ植民地の開拓者の多くは貧しいタバコ農家であり、この単一作物で生計を立てていた。サウスカロライナでは農家のプランテーションがかなり大規模なものであり、開拓者たちは米を栽培し、それが利益を生む作物となっていた。また、サウスカロライナの人々はアイを育てており、衣類や糸を青く染める貴重な染料として使用した。